# 軍人少女！
《軍人少女！》是風道屋（まもウィリアムズ）以四格漫畫形式發表的日本漫畫作品，一迅社出版，最初於《漫畫Palette Lite》VOL.1至VOL.38（最終號）上刊登，其後改以《漫畫4格Palette》2011年5月號至2013年7月號刊載，2014年4月連載續篇《軍人少女！ 乙型》（みりたり！ 乙型）。2015年1月至3月播放電視動畫，為短動畫。

## 故事簡介
有一日，高中生矢野宗平的家突然被駕駛坦克的少女露特中尉和春香少尉闖入，因為爸爸簽錯合同在克拉科齊亞公國成為僱傭兵，並令克拉科齊亞公國與鄰國格拉尼亞共和國戰爭中處於優勢而成為英雄人物，為怕兒子矢野宗平遭到敵國暗殺，從而授命露特中尉和春香少尉保護他，然之後就是矢野宗平與她們一同不平穩地生活的故事。

## 登場角色

### 克拉科齊亞公國軍
虛構國家，在電影《幸福终点站》曾出現，當時設定為與俄羅斯接壤的東歐小國。
露特格爾尼科夫中尉（聲：東山奈央）
特殊部隊中尉。通稱「露特中尉」。
專長是游擊戰突襲，愛用T-34/85戰車。
最喜歡吃柳葉魚。
春香少尉（聲：佐倉綾音）
露特中尉下屬，擅長狙擊和爆破。
魔法少女動畫《魔法艾美露》的擁躉。
亞莉亞·格拉斯曼大佐（聲：鈴木美咲）
露特的教官，戴眼鏡，左眼有道疤痕。
爸爸和爺爺都是職業軍人，在一個久負盛名的軍人家庭出生。
擅長近身戰、刀和筷子。
大叔（聲：黑田崇矢）
會向人兜售月刊《紛爭之友》（紛争の友）。
一等兵。

### 格拉尼亞共和國
夏琪洛夫軍曹（聲：水瀨祈）
为消灭矢野宗平而来到日本，使用两挺XM214微型砲機槍。
非常喜歡紙皮箱，來到日本的移動方法是將自己放入速遞箱後送貨。
現在住在由加利家中。非常害怕由加利。
古魯（聲：櫻井孝宏）
格拉尼亞陸軍伍長，超級抖M。
为了在由加利家住下，自愿成为夏琪洛夫军曹的狗（因為由加利不容許人住入），狗名叫「波奇」。
瀏海長到遮掩眼睛。

### 一般人
矢野宗平（聲：山谷祥生）
御宅族。
水野由加利（聲：寺崎彩乃）
住在宗平隔壁的女性鄰居。獨居，26歲。
具有壓制眾人的可怕實力。
矢野宗一（聲：長）
宗平的父亲，原本是个销售员，因為爸爸簽錯合同而在克拉科齐亚公国当上雇佣兵，並令克拉科齊亞公國在戰爭中處於優勢而成為英雄人物。

### 其他
嘛摩（聲：新井里美）
電視動畫預告「嘛摩的軍事講座（まもちゃんのミリタリー講座）」出場。
塞西莉亞（聲：茅野愛衣）
格拉尼亞共和國的流亡者。

## 出版漫畫
軍人少女！
| 集數 | 一迅社       | 一迅社                 |
| 集數 | 發售日期     | ISBN                   |
| ---- | ------------ | ---------------------- |
| 1    | 2009年9月5日 | ISBN 978-4-7580-8057-6 |
| 2    | 2010年7月5日 | ISBN 978-4-7580-8084-2 |
| 3    | 2011年5月5日 | ISBN 978-4-7580-8118-4 |
| 4    | 2012年5月5日 | ISBN 978-4-7580-8147-4 |
| 5    | 2013年7月5日 | ISBN 978-4-7580-8182-5 |

軍人少女！ 乙型
| 集數 | 一迅社        | 一迅社                 |
| 集數 | 發售日期      | ISBN                   |
| ---- | ------------- | ---------------------- |
| 1    | 2015年1月14日 | ISBN 978-4-7580-8223-5 |
| 2    | 2016年1月22日 | ISBN 978-4-7580-8257-0 |
| 3    | 2017年6月29日 | ISBN 978-4-7580-8280-8 |

## 電視動畫
2014年7月宣佈動畫化決定。2015年1月至3月播放全12集電視動畫。2015年3月20日發售收錄全話的BD與DVD。

### 製作人員
- 原作：まもウィリアムズ「軍人少女！」「軍人少女！ 乙型」
- 監督・劇本・分鏡：木村寛
- 角色設計：長森佳容
- 美術監督：HAL-ART
- 色彩設計：小山知子
- 攝影監督：柏木健太郎
- 編集：市村賢人、金山慶成
- 音響監督：大室正勝
- 音響效果：今野康之
- 音樂：羽鳥風畫
- 音響製作：ダックスインターナショナル
- 制片：創夢（ドリームクリエイション）
- 動畫製作：Creators in Pack
- 製作著作：克拉科齊亞公國軍極東部隊

### 主題曲
所有作曲：羽鳥風畫。
「軍國主義！ M870ver.（みりたりずむ！ M870ver.）」（第1話－第4話）
塡詞：森永桐子；主唱：露特格爾尼科夫中尉（東山奈央）
「軍國主義！ M700ver.（みりたりずむ！ M700ver.）」（第5話－第8話）
塡詞：はともり。；主唱：春香少尉（佐倉綾音）
「軍國主義！ 微型炮ver.（みりたりずむ！ マイクロガンver.）」（第10話－第11話）
塡詞：森永桐子；主唱：夏琪洛夫軍曹（水瀨祈）
「軍國主義！（みりたりずむ！）」（第9話主題曲）

### 各話列表
| 話數       | 日文標題       | 中文標題           | 演出     | 作畫監督 總作畫監督     | 軍事講座         |
| ---------- | -------------- | ------------------ | -------- | ----------------------- | ---------------- |
| MISSION 1  |                | 任務開始！         | 木村寬   | 長森佳容                | M870             |
| MISSION 2  | 刺客!!配送!?   | 刺客！！快遞！？   | 木村寬   | 長森佳容                | XM214            |
| MISSION 3  | 極寒の新兵器！ | 極寒的新兵器！     | 五味伸介 | 花井柚都子 （長森佳容） | M700             |
| MISSION 4  |                | 鄰家的最終兵器！！ | 萩原省智 | 萩原省智                | T-34             |
| MISSION 5  |                | 核彈頭捕獲！！     | 木村寬   | 阿部可奈子              | 虎式坦克         |
| MISSION 6  |                | 援軍到達！！       | 木村寬   | 阿部可奈子              | AK47             |
| MISSION 7  |                | 登陸作戰 成功？    | 五味伸介 | 濱野皐月                | 諾曼第登陸戰     |
| MISSION 8  |                | 作戰名魔法少女！！ | 萩原省智 | 萩原省智                | 艦載垂直發射系統 |
| MISSION 9  |                | 最後之夜…          | 木村寬   | 長森佳容                | 不適用           |
| MISSION 10 |                | 古魯戰記…          | 辻村梅子 | 椎葉幹朗 中尾香奈美     | 露特中尉         |
| MISSION 11 |                | 亡命的子女！？     | 萩原省智 | 前田義宏                | 埃里希·哈特曼    |
| MISSION 12 |                | 軍人少女！         | 野崎麗子 | 野崎麗子                | 不適用           |

### 播放電視台
日本深夜動畫：下文記載的日本国内播放時間使用日本標準時間（UTC+9）表示。因為部分時間标识會採用30小时制，因此請留意这类超过24:00的时间，其實際播放時間為翌日清晨。
| 播放地區 | 播放電視台   | 播放日期               | 播放時間（UTC+9）               | 所屬聯播網 | 備註   |
| -------- | ------------ | ---------------------- | ------------------------------- | ---------- | ------ |
| 日本全國 | AT-X         | 2015年1月7日－3月25日  | 星期三 23:25－23:30             | 衛星電視   | 有重播 |
| 埼玉縣   | 埼玉電視台   | 2015年1月9日－3月27日  | 星期五 1:00－1:05（星期四深夜） | 獨立局     |        |
| 京都府   | 京都放送     | 2015年1月9日－3月27日  | 星期五 1:30－1:35（星期四深夜） | 獨立局     |        |
| 神奈川縣 | 神奈川電視台 | 2015年1月10日－3月28日 | 星期六 1:45－1:50（星期五深夜） | 獨立局     |        |
| 兵庫縣   | 陽光電視台   | 2015年1月13日－3月31日 | 星期二 2:30－2:35（星期一深夜） | 獨立局     |        |

## 外部連結
- 一迅社網站 | 軍人少女！ （页面存档备份，存于） （日語）
- 軍人少女！ | ぱれっとonline | 一迅社在線 （页面存档备份，存于） （日語）
- 電視動畫「軍人少女！」官方網站 （页面存档备份，存于） （日語）
- 軍人少女！的X（前Twitter） （日語）